# Setge i presa de Santiago de Cuba
El setge i presa de Santiago de Cuba va ser l'última operació principal de la guerra hispano-nord-americana a l'illa de Cuba i es va dur a terme entre el 3 i el 16 de juliol de 1898. Aquesta acció també comprèn la batalla naval de Santiago de Cuba.

## Setge de Santiago de Cuba

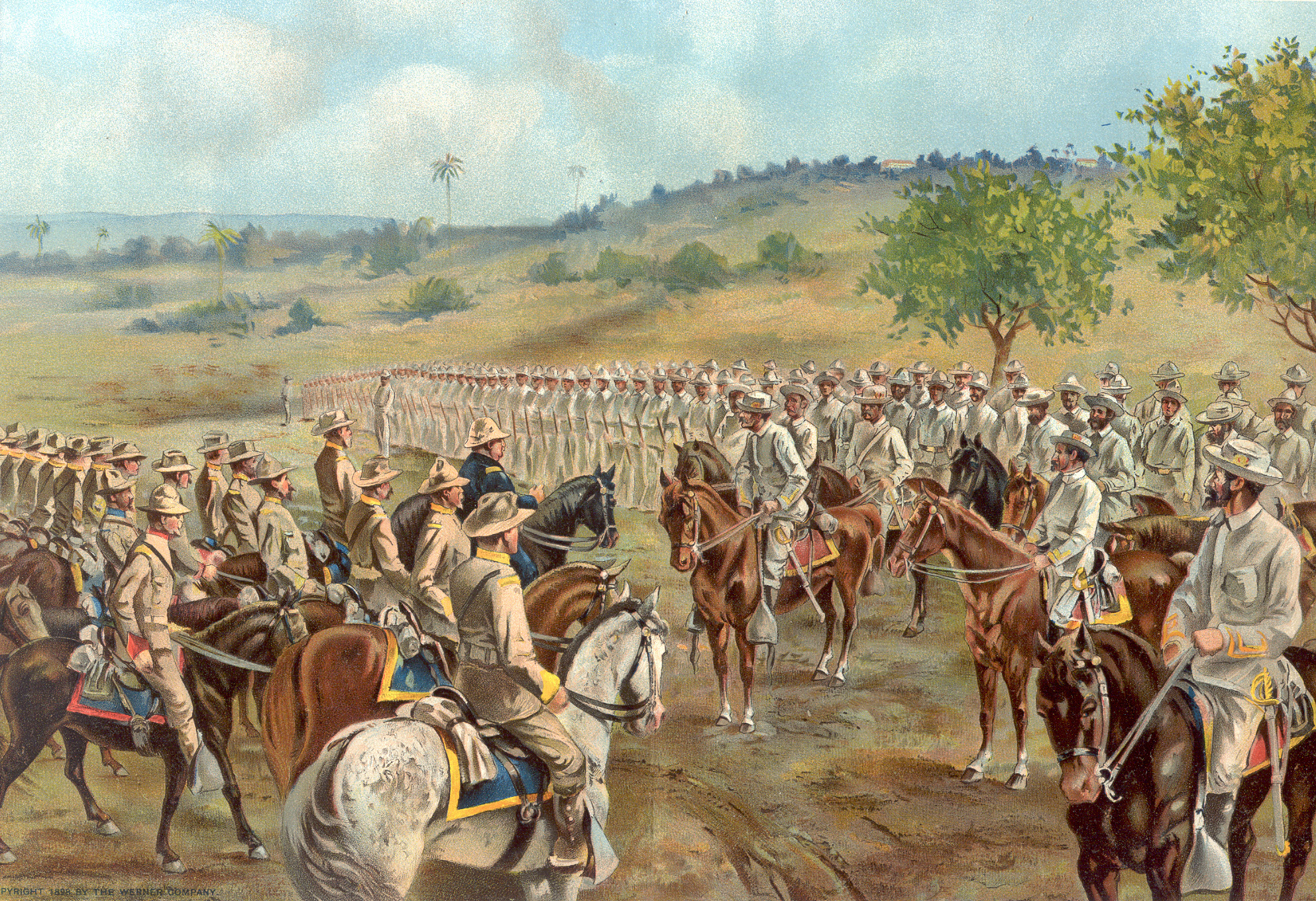
La rendició de Toral al general Shafter, el 13 de juliol de 1898.

Després de la presa de San Juan i del Caney, els americans completaren el setge de Santiago de Cuba. A aquest efecte, les forces cubanes de González Clavell construïen trinxeres, en què s'instal·laven els americans, i Calixto García completava el setge de la ciutat. Tot i aquestes mesures, Shafter estava preocupat per les enormes baixes sofertes en els combats de Las Guàsimas, Caney i San Juan, i havia demanat el 3 de juliol a Sampson que forcés l'entrada del port de Santiago. 
| « | "La meva present posició --deia-- m'ha costat mil homes i no estic disposat a perdran més. Si vostè força la seva entrada a la badia, podem prendre la ciutat sense més pèrdues de vides". | » |

Aquest mateix dia 3, Total, governador militar de Santiago, intimat per Shafter, es va negar a rendir-se, i el general espanyol Escario, procedent de Manzanillo, va entrar a la ciutat de Santiago de Cuba amb 3.000 homes. Shafter ja pensava retirar-se a una nova línia entre el riu San Juan i Siboney per esperar reforços, quan una circumstància inesperada va canviar el curs dels esdeveniments a favor seu: l'ordre enviada pel Governador de Cuba, capità general Blanco a l'almirall Cervera que sortís del port de Santiago amb la seva esquadra, sigui com sigui i a la major brevetat.

## Combat naval de Santiago de Cuba
L'esquadra espanyola es componia de tres creuers cuirassats d'unes 7.000 tones cadascun: l'Infanta María Teresa (vaixell insígnia), el Almirante Oquendo i el Bizcaya; d'un altre creuer cuirassat, d'inferior armament, el Cristobal Colón, i dels petits destroyers, el Furor i el Plutón, mentre que l'esquadra americana bloquejadora del port comptava amb tres cuirassats de primera, l'Iowa, l'Oregon i l'Indiana; un creuer cuirassat, el Brooklyn; un cuirassat de segona, el Texas, i dos iots armats, Gloucester i el Vixen. L'esquadra espanyola va sortir de Santiago de Cuba el diumenge 3 de juliol, a les 9 i 35 minuts del matí. Dels seus vaixells, el primer a abandonar el canal va ser el Maria Teresa, que va obrir foc immediatament sobre el cuirassat americà més proper. El Iowa, el Brooklyn i el Oregon van llançar llavors una pedregada d'obusos sobre el Maria Teresa, que, convertit en un incendi flotant, va posar proa a la costa fins a encallar, no sense arriar abans la bandera espanyola. El Oquendo va rebre, com el Maria Teresa, el foc concentrat dels cinc cuirassats americans, i va venir a encallar com a mitja milla del vaixell insígnia. Els destroyers Furor i Plutón foren destruïts poc després de sortir de la boca del port. El Vizcaya va navegar prop de 20 milles nàutiques, però, perseguit pels cuirassats americans i gairebé destrossat, va posar proa a la costa, on va encallar molt a prop de la platja d'Aserradero. El Colón es va poder allunyar més cap a l'est, però no va aconseguir escapar a la persecució del Oregon i del Brooklyn, que el van obligar a encallar a prop de la desembocadura del riu Turquino, per ser enfonsat pel seu propi capità. 350 morts, 160 ferits i 1.670 presoners, a més de 28.600 tones de vaixells, 112 canons, 20 metralladores i 29 tubs llença-torpedes tingueren de pèrdua els espanyols, mentre els americans només un mort i un ferit i danys materials de minsa quantia en el Texas, el Iowa, l'Indiana i l'Oregón.

## Capitulació de Santiago de Cuba

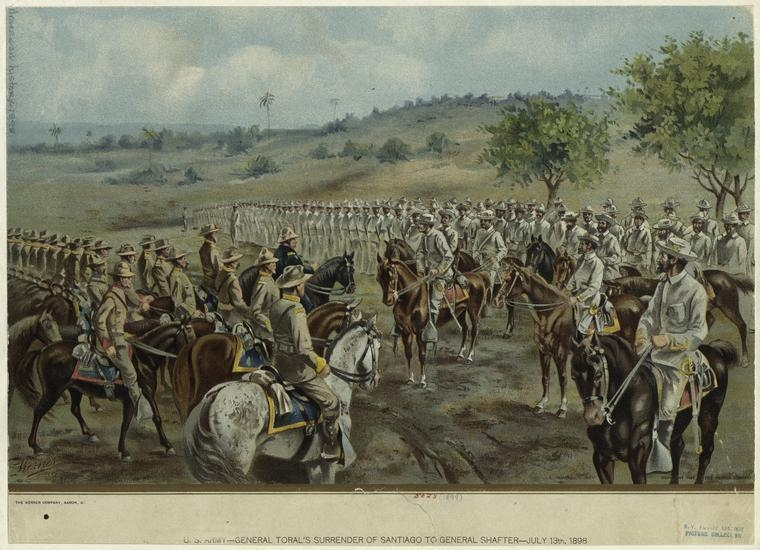
Entrega de Santiago pel general Toral al general Shafter, 13 de juliol de 1898, autor desconegut

Després de la destrucció de l'esquadra de Cervera, la situació de Santiago de Cuba era molt difícil. L'aigua era dolenta i molt escassa, el menjar poc abundant (amb prou feines pa d'arròs i arròs bullit), la moral de les trops espanyoles estava més decaiguda i les defenses, si s'exceptuaven les de la Socapa i Punta Gorda, eren molt febles. Tot i això, Shafter, vell, malalt i cansat, no gozaba a llençar les seves tropes al assalt i volia que 
l'almirall Sampson amb la seva esquadra forcés l'entrada de la badia. Des del dia 4 va començar l'èxode dels súbdits americans, els homes inermes, les dones i els nens de Caney, episodi que es coneix amb el nom emigració de Caney. El dia 8 es va efectuar un bescanvi de presoners. Els dies 10 i 11, la ciutat de Santiago i les seves defenses van ser bombardejades per mar i terra, bombardeig que va causar més aviat un efecte moral. El dia 12 va arribar el cap de l'exèrcit americà que anava rumb a Puerto Rico, major Nelson Miles, que va deixar Shafter grans reforços en tropes i material de guerra. Els dies 13, 14 i 15 es va suspendre el bombardeig, mentre que Toral consultava al capità general Blanco i aquest a Madrid sobre la rendició. El dia 16 es va rendir la ciutat de Santiago de Cuba amb totes les forces espanyoles de la província, a les tropes americanes. El dia 17 va entrar a Santiago de Cuba Shafter, que va mantenir als seus llocs les autoritats espanyoles i va prohibir l'entrada a la ciutat de l'exèrcit cubà. La justa indignació dels soldats cubans a la incomprensible arbitrarietat del cap americà va ser immensa i només es van contenir aquells gràcies a la serenitat de Calixto García. Aquest va escriure a Shafter una carta on li exposava les seves queixes per l'actitud amb l'exèrcit cubà.

## L'armistici
La pèrdua pels espanyols de les seves dues esquadres, la del Pacífic i la de l'Atlàntic, la invasió de Puerto Rico per les tropes americanes a les ordres del general major Miles, i la rendició de Santiago de Cuba, van fer que Espanya demanés amb urgència i per conducte del Govern francès, la suspensió de les hostilitats. Pel protocol d'armistici subscrit a Washington el 12 d'agost de 1898 pel secretari d'Estat nord-americà i l'ambaixador de la República francesa als Estats Units, a nom d'Espanya, aquesta es comprometia a:
- 1er. Renunciar a tota pretensió de sobirania i tot dret sobre Cuba, i comprometre's a la immediata evacuació de l'Illa.
- 2n. Evacuar immediatament a Puerto Rico i altres possessions espanyoles a les Índies occidentals, així com cedir, a les illes dels Lladres (avui Illes Mariannes), una illa que els Estats Units designarien.
- 3r. Consentir a l'ocupació de Manila pels nord-americans, fins a la conclusió d'un tractat de pau en què es determinés el control de les Filipines.

La notícia de l'armistici no va arribar a temps a Manila: aquesta bombardejada per l'esquadra de Dewey i atacada per les forces americanes de terra, es va rendir incondicionalment. A Cuba sí, ja que les forces cubanes, tan bon punt van rebre l'avís del delegat Tomás Estrada Palma, van observar la suspensió d'hostilitats. Blanco va renunciar i va abandonar l'Illa, no sense lliurar abans el comandament al general Jiménez Castellanos. I després ja va venir el Tractat de París (1898).